# عبد الله معيات شاه
السلطان عبد الله معيات شاه هو سادس سلاطين جوهر، حكم من 1615 إلى 1623.

## تاريخه
قبل أن يصبح سلطانًا، كان عبد الله معايات شاه معروفًا أيضًا باسم رجا بونغسو. وفقًا لشهادة الأدميرال الهولندي كورنيليس ماتيليف دي جونج كان أحد أربعة أبناء على قيد الحياة لرجا علي بن عبد الجليل (الملقب رجا عمر). وهو أخو علاء الدين ريات شاه الثالث. حكم أخوه علاء الدين كسلطان جوهر بين وفاة والدهما رجا علي عبد الجليل شاه الثاني عام 1597 وهجوم آتشيه على جوهر عام 1613.
في عام 1603 كان رجا بونغسو مفيدًا في إقامة العلاقات الدبلوماسية المبكرة مع الهولنديين من خلال تقديم المساعدة للأدميرال جاكوب فان هيمسكيرك في 25 فبراير 1603 في مهاجمة ونهب الكاراك البرتغالي سانتا كاتارينا، في مصب نهر جوهر قبالة سنغافورة الحالية. كما كان مسؤولاً عن إرسال إحدى أولى البعثات الدبلوماسية إلى الجمهورية الهولندية في نفس العام، والتي أبحرت إلى أوروبا على متن سفن الأدميرال فان هيمسكيرك عام 1603، وعادوا مع الأسطول تحت قيادة الأدميرال كورنيليس ماتيليف دي جونج عام 1606. وصدَّق رجا بونغسو رسميًا على معاهدتين مع الهولنديين (بتاريخ 17 مايو و23 سبتمبر 1606) ووقع باعتباره نائب لسلطان جوهر. كما قدم مساعدة نشطة للأدميرال ماتليف خلال هجومه البحري على ملقا البرتغالية في مايو 1606.
بعد أن فرض البرتغاليون حصارًا خانقًا اقتصاديًا على نهر جوهر في معظم عام 1609، اضطر أخيه للتوقيع على معاهدة سلام مع ملقا في أكتوبر 1610.
في عام 1613 كان رجا بونغسو أحد السجناء الذين أعيدوا إلى آتشيه بعد غزو السلطان إسكندر مودا لجوهر. وتزوج من إحدى أخوات إسكندر، وعاد إلى جوهر كسلطان جديد. وأصبح اسمه عبد الله معايات شاه.
في عام 1618 انتقل عبد الله معايات شاه إلى جزر لينقا وحصل على دعم أورانج لاوت والهولنديين لشن حرب ضد آتشيه. ثم طلق زوجته أخت إسكندر مودا، وهي خطوة أغضبت السلطان. وقضى معظم فترة حكمه من مدينة إلى أخرى ومن جزيرة إلى أخرى. وتوفي في أرخبيل تامبيلان في مارس 1623.